# Grzybów (powiat płocki)
Grzybów – wieś sołecka w Polsce, położona w województwie mazowieckim, w powiecie płockim, w gminie Słubice.
W latach 1975–1998 miejscowość należała administracyjnie do województwa płockiego.
W 1995 powstało tutaj Stowarzyszenie Ekologiczno-Kulturalne "Ziarno", które prowadzi wielostronną działalność kulturalną i edukację ekologiczną.
W maju 2010 w lesie koło Grzybowa z inicjatywy fundacji „Wieś Ekologiczna” im. Świętego Franciszka z Asyżu, oraz dzięki pomocy władz samorządowych i Lasów Państwowych posadzono 96 Dębów Pamięci upamiętniających ofiary katastrofy polskiego Tu-154 w Smoleńsku.
Od 2014 działa także Ekologiczny Uniwersytet Ludowy w Grzybowie, który skupia się głównie na propagowaniu rolnictwa ekologicznego.